# John McCarthy Roll

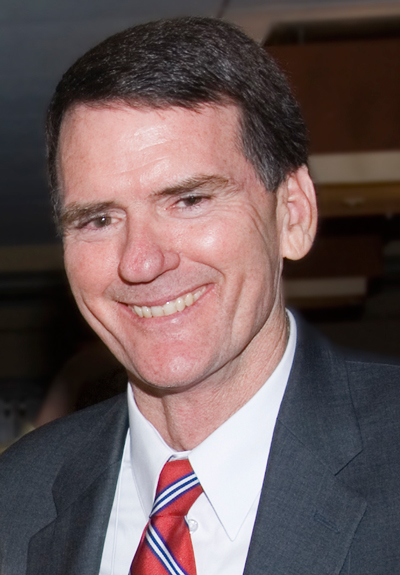
John McCarthy Roll

John McCarthy Roll (* 8. Februar 1947 in Pittsburgh, Pennsylvania; † 8. Januar 2011 in Casas Adobes, Arizona) war ein US-amerikanischer Bundesrichter.

## Leben
Roll studierte an der University of Arizona, dem James E. Rogers College of Law und der University of Virginia. 1972 bis 1973 war er am Pima County Superior Court tätig. Danach war er beigeordneter Staatsanwalt von Tucson, Arizona. Von 1973 bis 1980 war er Staatsanwalt in der Countyverwaltung des Pima County und 1980 bis 1987 stellvertretender United States Attorney für Arizona.
1991 nominierte ihn US-Präsident George Bush als Nachfolger von Alfredo Chavez Marquez für das Bundesbezirksgericht von Arizona. Am 22. November dieses Jahres bestätigte der Senat die Wahl. Seit 2006 war er dienstältester Richter des Gerichts.
Am 8. Januar 2011 wurde John Roll beim Attentat auf Gabrielle Giffords im Tucsoner Vorort Casas Adobes von dem 22-jährigen Jared Lee Loughner erschossen, als er mit seinem Körper einen Mitarbeiter Giffords' gegen den Attentäter decken wollte.